# A-181 (Rusland)
De A-181 of Skandinavija (Russisch: A-181 «Скандинавия») is een federale autoweg in Rusland. De weg begint aan de KAD, de ringweg van Sint-Petersburg, en leidt naar de Finse grens bij Torfjanovka. De weg voert hierna via de Valtatie 7 verder naar Helsinki. De A-181 is 161 kilometer lang en had tot 2011 het nummer M-10, toen de A-181 van die weg is afgesplitst.
De weg heeft grotendeels één rijstrook per richting, maar is in de buurt van Sint-Petersburg breder uitgevoerd. De A-181 is onderdeel van de Europese weg 18 en Aziatische weg 8. 